# برهان الدين الأبناسي
إبراهيم بن موسى بن أيوب، (725 هـ - 802هـ) برهان الدين أبو إسحاق الأبناسي، ثم القاهري، فقيه شافعي. ولد بأبناس (من قرى الوجه البحري، بمصر) وانتقل إلى القاهرة شاباً، فتفقه وسمع الحديث بها وبمكة والشام. وتصدى للإفتاء والتدريس وبالأزهر. وعين للقضاء فتوارى وأبى. وتوفي آيباً من الحج في عون القصب.

## من كتبه
- العدة من رجال العمدة. (وهو في تراجم عمدة الأحكام).
- الدرة المضية في شرح الألفية.
- الشذا الفياح من علوم ابن الصلاح.